# Амирово (Стерлибашевский район)
Амирово (баш. Әмир) — село в Стерлибашевском районе Башкортостана, входит в состав Халикеевского сельсовета.

## Географическое положение
Расстояние до:
- районного центра (Стерлибашево): 15 км,
- центра сельсовета (Халикеево): 6 км,
- ближайшей ж/д станции (Стерлитамак): 73 км.

## История
В «Списке населенных мест по сведениям 1870 года», изданном в 1877 году, населённый пункт упомянут как деревня Амирова 4-го стана Стерлитамакского уезда Уфимской губернии. Располагалась при речках Кайдашле и Бердашле, в 62 верстах от уездного города Стерлитамака и в 20 верстах от становой квартиры в селе Васильевское (Бондаревка). В деревне, в 212 дворах жили 1285 человек (633 мужчины и 652 женщины, татары, мещеряки), были 2 мечети, 2 училища, водяная мельница. Жители занимались земледелием, скотоводством, пчеловодством.

## Население
| 2002 | 2009 | 2010 |
| ---- | ---- | ---- |
| 557  | ↘552 | ↘483 |

Национальный состав
Согласно переписи 2002 года, преобладающая национальность — татары (88 %).

## Религия
В селе есть мечеть.